# Championnats du monde de x-trial 2014
Navigation
2013 2015
Les championnats du monde de x-trial 2014 sont une compétition internationale de sport motocycliste sous l'égide de la Fédération internationale de motocyclisme (FIM). Les championnats se déroulent en cinq manches entre janvier et mars 2014 et ils sont remportés par l'espagnol Toni Bou.
Le trial est une discipline sportive qui consiste à franchir des obstacles à moto. Par extension, le terme trial désigne la discipline sur parcours en extérieur avec obstacles naturels tandis que le terme x-trial se réfère aux parcours en intérieur avec obstacles artificiels.

## Calendrier
| #         | Lieu      | Date            |
| --------- | --------- | --------------- |
| 1re étape | Sheffield | 4 janvier 2014  |
| 2e étape  | Marseille | 25 janvier 2014 |
| 3e étape  | Barcelone | 9 février 2014  |
| 4e étape  | Milan     | 15 mars 2014    |
| 5e étape  | Oviedo    | 28 mars 2014    |

## Pilotes
Quatorze trialistes gagnent des points à ces championnats du monde : Toni Bou, Adam Raga, Albert Cabestany, Jeroni Fajardo, Takahisa Fujinami, James Dabill, Loris Gubian, Jorge Casales, Matteo Grattarola, Steven Coquelin, Matteo Poli, Jack Challoner, Alexandre Ferrer et Michael Brown.

## Résultats
À chaque manche les huit meilleurs remportent des points. L'espagnol Toni Bou devient champion du monde avec un total de 100 points soit cinq victoires en cinq étapes.

### Podium par manche
| #         | Lieu      | Premier (20 points) | Deuxième (15 points) | Troisième (12 points) |
| --------- | --------- | ------------------- | -------------------- | --------------------- |
| 1re étape | Sheffield | Toni Bou            | Albert Cabestany     | Jeroni Fajardo        |
| 2e étape  | Marseille | Toni Bou            | Adam Raga            | Albert Cabestany      |
| 3e étape  | Barcelone | Toni Bou            | Adam Raga            | Albert Cabestany      |
| 4e étape  | Milan     | Toni Bou            | Albert Cabestany     | Adam Raga             |
| 5e étape  | Oviedo    | Toni Bou            | Albert Cabestany     | Adam Raga             |

### Classement général
| #  | Pilote            | Points |
| -- | ----------------- | ------ |
| 1  | Toni Bou          | 100    |
| 2  | Albert Cabestany  | 69     |
| 3  | Adam Raga         | 60     |
| 4  | James Dabill      | 41     |
| 5  | Jeroni Fajardo    | 35     |
| 6  | Takahisa Fujinami | 26     |
| 7  | Loris Gubian      | 18     |
| 8  | Jorge Casales     | 17     |
| 9  | Matteo Grattarola | 5      |
| 10 | Steven Coquelin   | 3      |
| 11 | Michael Brown     | 2      |
| 12 | Matteo Poli       | 1      |
| 12 | Alexandre Ferrer  | 1      |
| 12 | Jack Challoner    | 1      |